# ボビージョー
ボビージョー (Bobbyjo) はアイルランドの競走馬。1999年にグランドナショナルに優勝した。

## 戦績
初出走は1995年1月のハードル競走だが、初勝利をあげるのは1996年4月と遅かった。その後も平凡な成績が続いていたが、同年11月にチェイス転向初戦としてG3クラドックストンノービスチェイスに出走し、いきなり2着と好走する。そして1997年3月までに5戦3勝の成績を収めると、4月に長距離チェイスのG1ハイネケンゴールドカップに出走。優勝したノイエンからは15馬身離されながらも2着となった。
そして1997/1998シーズンでは11月のポーターストンハンデキャップチェイスで重賞初勝利を挙げる。4月にはアイルランドの最高峰のハンデキャップ競走であるアイリッシュグランドナショナルに11ストーン3ポンドの斤量で出走。中団からレースを進め、最後は12ストーンのトップハンデを背負ったパピヨンとの叩き合いとなったが、ゴールでは半馬身の差をつけて優勝した。
1998/1999シーズンはハンデが重くなったこともあり案外な成績を続けたが、3月のハードル競走でようやく勝利を挙げるとイギリスへ遠征。グランドナショナルへ出走した。ボビージョーは最低負担斤量の10ストーン (63.5kg) と恵まれたハンデになり11倍の3番人気に推された。レースでは最後の直線で一気に抜け出し、2着のブルーチャームを10馬身引き離して優勝した。勝ちタイムは9分14秒1。出走馬32頭中18頭が完走した。なおアイルランド調教馬としては1975年のレスカルゴ以来25年ぶりの勝利であり、調教師のトミー・カルベリーはそのレスカルゴに騎乗していた。その後ボビージョーは同じく10ストーンのハンデで出走できることもあり、中1週でウィットブレッドゴールドカップに向かうが、グランドナショナルの疲労があったのか、本来の走りができずに6着に終わった。
1999/2000シーズン以降は重ハンデに苦しみ、2000年のグランドナショナルでは11ストーン6ポンドの斤量を課されて優勝したパピヨンから73馬身差の13着、続くアイリッシュグランドナショナルでもトップハンデの12ストーンで競走中止に終わった。そして2001年2月のグランドナショナルトライアルハンデキャップチェイスで8着に敗れた際に脚部を骨折し、この傷が原因で同年4月に死亡した。

## 血統表
| ボビージョーの血統ブランドフォード系 / アウトブリード | ボビージョーの血統ブランドフォード系 / アウトブリード | ボビージョーの血統ブランドフォード系 / アウトブリード | （血統表の出典）      | （血統表の出典） |
| 父 Bustineto 1978 鹿毛                                | 父の父Bustino 1971 鹿毛                               | Busted                                                | Crepello              | Crepello         |
| 父 Bustineto 1978 鹿毛                                | 父の父Bustino 1971 鹿毛                               | Busted                                                | Sans Le Sou           |                  |
| 父 Bustineto 1978 鹿毛                                | 父の父Bustino 1971 鹿毛                               | Ship Yard                                             | Doutelle              | Doutelle         |
| 父 Bustineto 1978 鹿毛                                | 父の父Bustino 1971 鹿毛                               | Ship Yard                                             | Oaving Stone          |                  |
| 父 Bustineto 1978 鹿毛                                | 父の母Petipa 1973                                     | Habitat                                               | Sir Gaylord           | Sir Gaylord      |
| 父 Bustineto 1978 鹿毛                                | 父の母Petipa 1973                                     | Habitat                                               | Little Hut            |                  |
| 父 Bustineto 1978 鹿毛                                | 父の母Petipa 1973                                     | Twaddle                                               | Tim Tam               | Tim Tam          |
| 父 Bustineto 1978 鹿毛                                | 父の母Petipa 1973                                     | Twaddle                                               | Blarney Bess          |                  |
| 母 Markup 1974                                        | 母の父Appiani 1963                                    | Herbager                                              | Vandale               | Vandale          |
| 母 Markup 1974                                        | 母の父Appiani 1963                                    | Herbager                                              | flagette              |                  |
| 母 Markup 1974                                        | 母の父Appiani 1963                                    | Angela Rucellai                                       | Rockefella            | Rockefella       |
| 母 Markup 1974                                        | 母の父Appiani 1963                                    | Angela Rucellai                                       | Aristareta            |                  |
| 母 Markup 1974                                        | 母の母Markive 1960                                    | Archive                                               | Nearco                | Nearco           |
| 母 Markup 1974                                        | 母の母Markive 1960                                    | Archive                                               | Book Law              |                  |
| 母 Markup 1974                                        | 母の母Markive 1960                                    | Market Ceal                                           | Straight Deal         | Straight Deal    |
| 母 Markup 1974                                        | 母の母Markive 1960                                    | Market Ceal                                           | Pixie Market F-No.2-g |                  |